# 尚恩·柯利爾紀念碑
尚恩·柯利爾紀念碑（Sean Collier Memorial）是位於美國麻薩諸塞州劍橋市麻省理工學院校園內的大型抽象環境雕塑，由麻省理工學院的師生設計，用以紀念於2013年波士頓馬拉松爆炸案殉職的校警尚恩·柯利爾（Sean Collier）。該紀念碑在不到兩年的時間內完成了提案、設計、募資、製作、安裝等流程，並於2015年4月29日正式啟用。

## 歷史
尚恩·柯利爾從小生活在波士頓地區，事發時年僅26歲，15個月前才剛成為麻省理工學院的校警。2013年4月18日當地時間晚上，柯利爾獲報該校校園內出現爭執案件並前往處理。晚上十點左右，柯利爾將他的警車停放在科赫綜合癌症研究中心和史塔特科技中心之間。到了10:24，柯利爾的警車遭到犯下三天前爆炸事件的沙尼耶夫兄弟襲擊。他們試圖奪槍未果，便連續朝柯利爾開了六槍後逃逸。警方在獲報後於晚間10:30抵達現場，同時將柯利爾送往麻省總醫院急救，但仍於該處被宣告不治身亡。
柯利爾殉職的消息傳出後不久，由鮮花、留言和小物品們所組成的自發性臨時紀念碑就出現了。麻省理工學院的社群希望建立永久性的紀念碑，召集了由師生及警員所組成的委員會，並於2013年6月公開徵集意見。紀念碑的最終設計於2014年4月公開，只留下一年的時間來製造組件與施工。
時任麻省理工學院建築系系主任的尹美珍帶領團隊構思出了紀念碑大致的雛形與設計，而基本結構工程設計則交由麥克阿瑟獎得主約翰·奧克森多夫教授與他的學生完成。紀念碑的建造由位於波士頓的沙福克建設公司在緊湊的時程內執行，並由他們的專案經理羅伯·羅傑斯（Rob Rogers）進行協調。羅傑斯本人也是被害警員的繼兄弟。
2015年4月29日，麻省理工學院舉行了紀念碑的落成典禮。時任麻省理工學院校長雷欧·拉斐尔·莱夫指出，紀念碑代表著整個社群在悲劇發生後走到一起，「無形的力量也讓我們團結在一起（We are held together by invisible forces too.）」。

## 結構
紀念碑由32塊大型的花崗岩塊以電腦數值控制精確成型，並組合成一個淺開放式的圓頂拱門，五個徑向支撐翼如同張開的手指一般展開。這個造型代表著麻省理工學院的校訓「知行合一（Mens et Manus）」以及柯利爾的助人精神。花崗岩的材料則代表著尚恩·柯利爾和麻省理工學院郊遊社一同前往附近白山山脈遠足的愛好。
設計師尹美珍寫道，這些笨重石塊的相互支撐代表著團結的力量。它們掩蓋著一個巨大的卵形空洞，代表著「重塑該地的通道、標記、以及孔隙」。空洞本身則代表著遇害警員的缺席，其形狀仿似郊遊社成員為柯利爾建造的紀念石堆中的長形石。
約翰·奧克森多夫和他的學生利用電腦模擬仔細評估紀念碑的設計結構對大地震的抵抗力。經計算，每個石塊各自所承受的壓縮力落在20,000至50,000英磅（9,100至22,700）間。石塊之間的接縫形狀設計為與透過接縫傳遞的力量垂直，視覺上呈現了支撐整個架構的無形力量。地基作為結構的重要部分，由鋼筋混凝土製成，以抵抗其支撐的淺拱所產生的擴張力。該結構重190短噸（170,000），由打入30—40英尺（9.1—12.2）深處的微型樁支撐。
在奧克森多夫和他的學生團隊以及一名工程經理的指導下，專業的鑽工團隊操作起重機與機械來安裝雕刻精度達到0.5（0.020英寸）的拋光錐形石塊。臨時支撐腳手架在8小時內緩慢下降，同時中央重達12,000英磅（5,400）的拱頂石下降情況也被仔細監測著。經估計，拱頂石會下降5至15（0.20至0.59英寸），而實際測量結果則是下降了6（0.24英寸）。
紀念碑緊鄰尚恩·柯利爾殉職處，其結構中的一個開口框住了他在麻省理工學院警車上被伏擊和槍殺的場景。紀念碑拱門下的人行道上設有以盲文編碼「179」（柯利爾的警徽編號）的不鏽鋼突起物，用以避免滑板愛好者的濫用。紀念碑的周圍放置了一些較小的花崗岩塊作為遊客的座位。
嵌入地面的LED燈在夜間映照著整個結構，也代表著2013年4月18日事發當晚夜空中的星座排列。

## 圖集

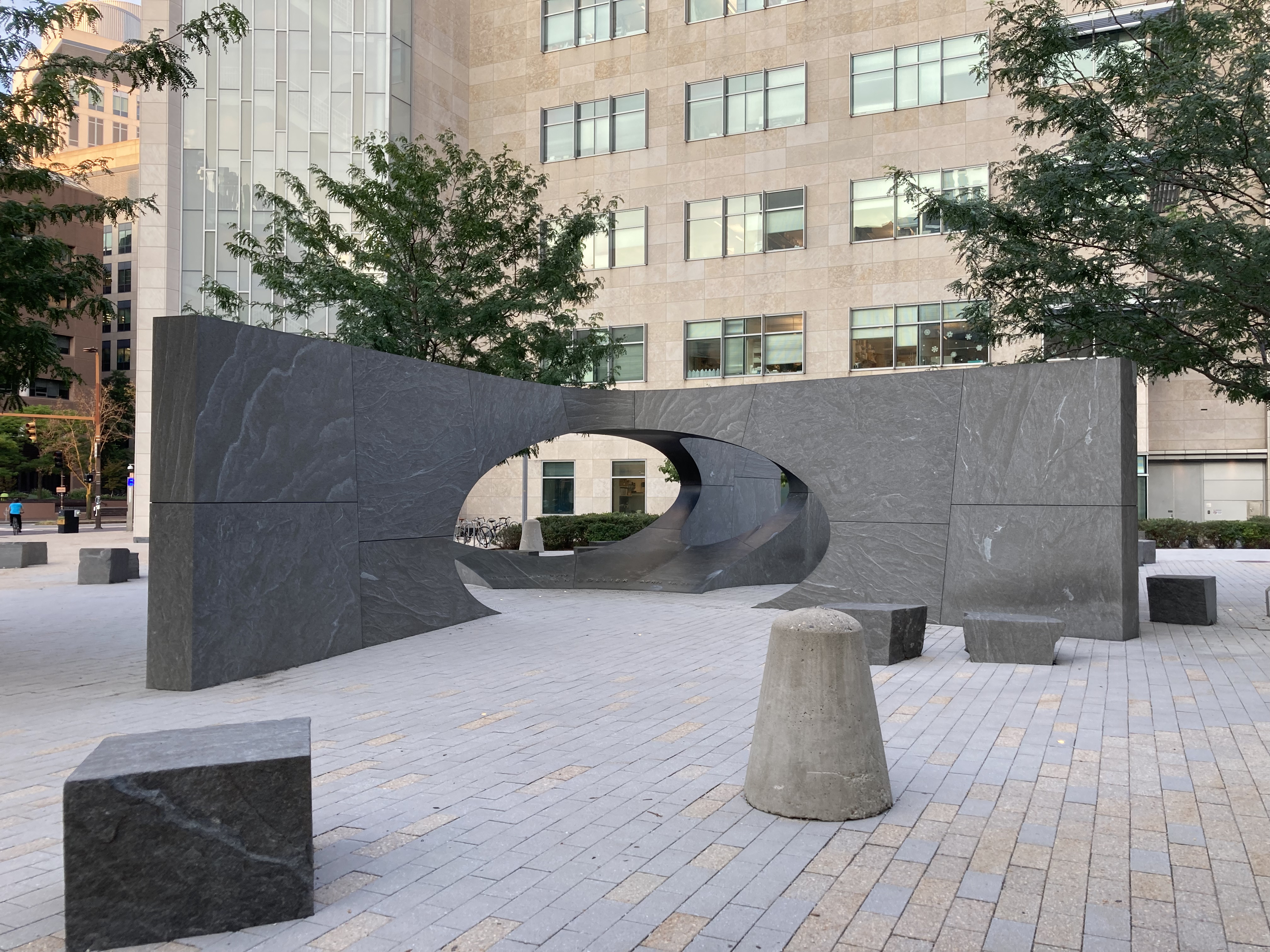
史塔特科技中心側的視角
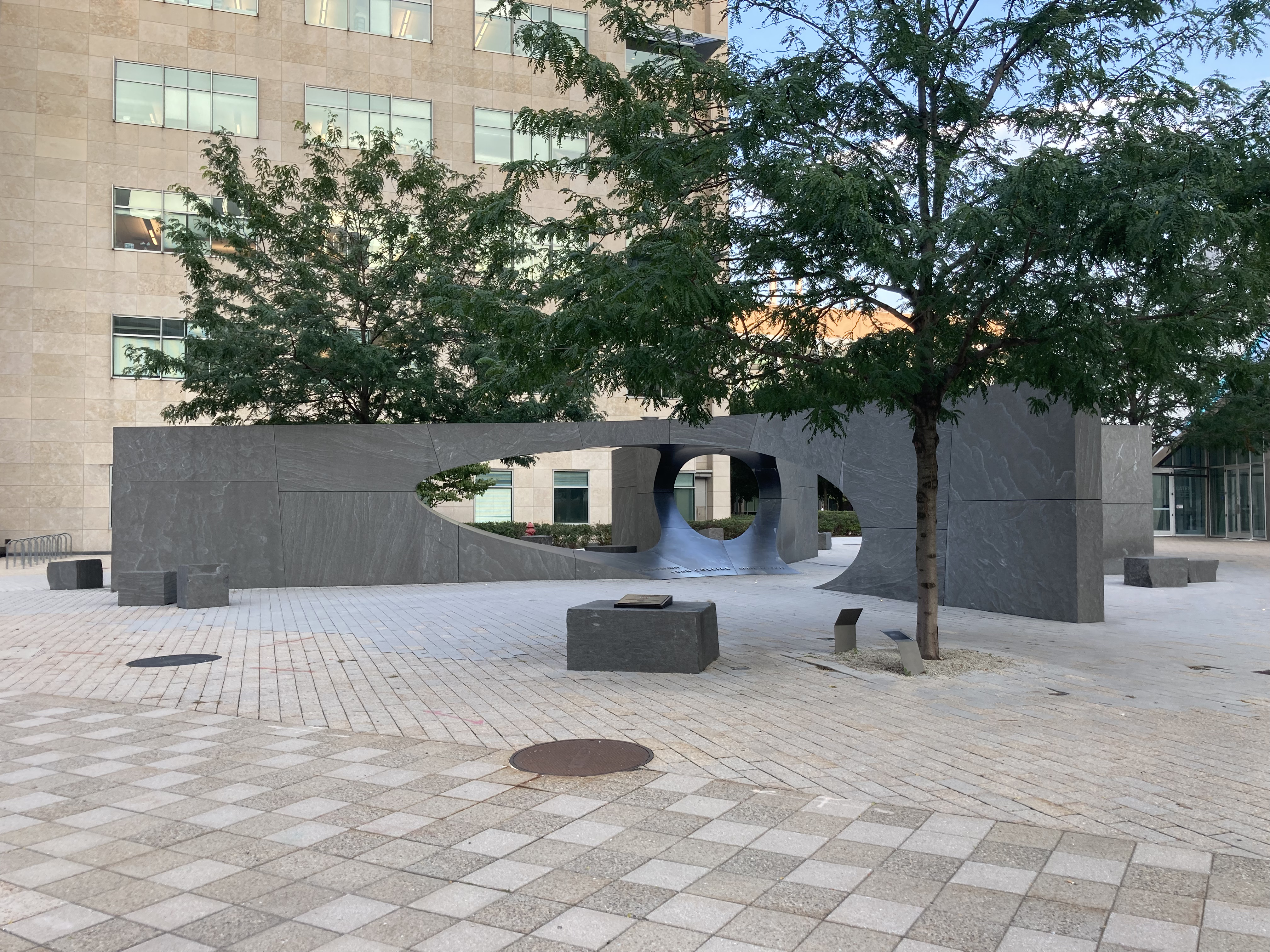
道路旁的視角
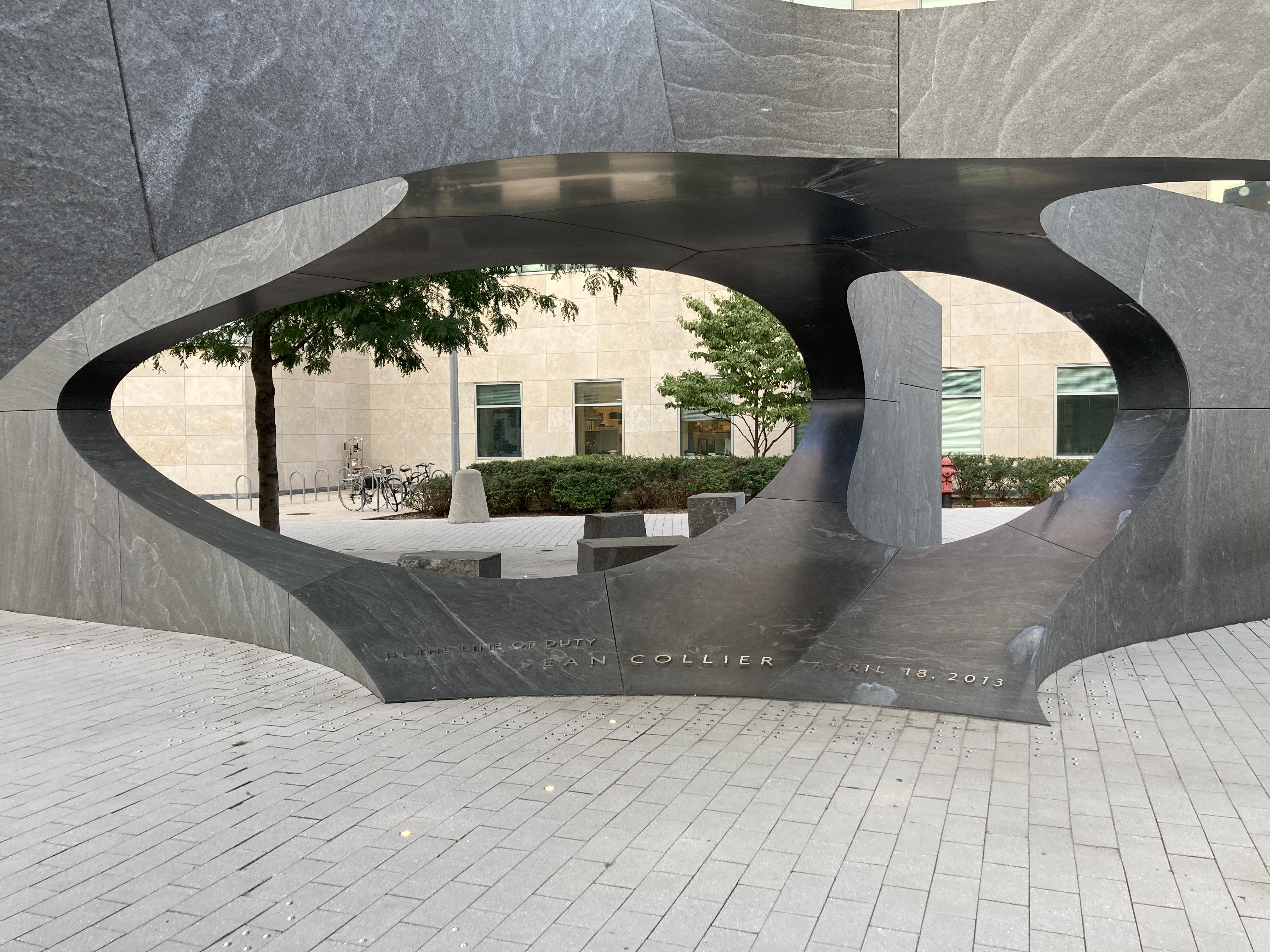
紀念碑底下的空洞，可以見到地面上設置的不鏽鋼突起物
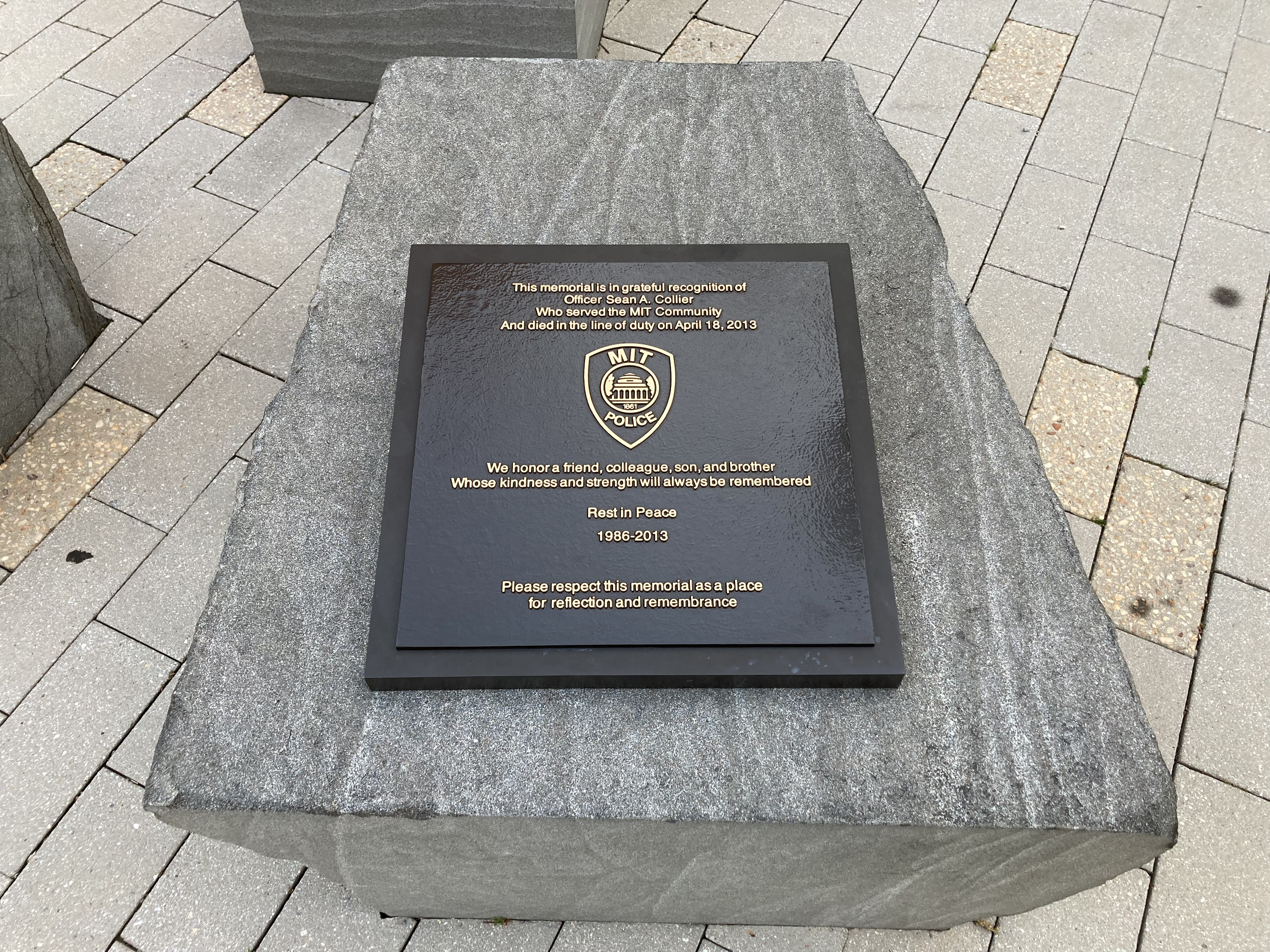
位於史塔特科技中心側石塊上的銘牌
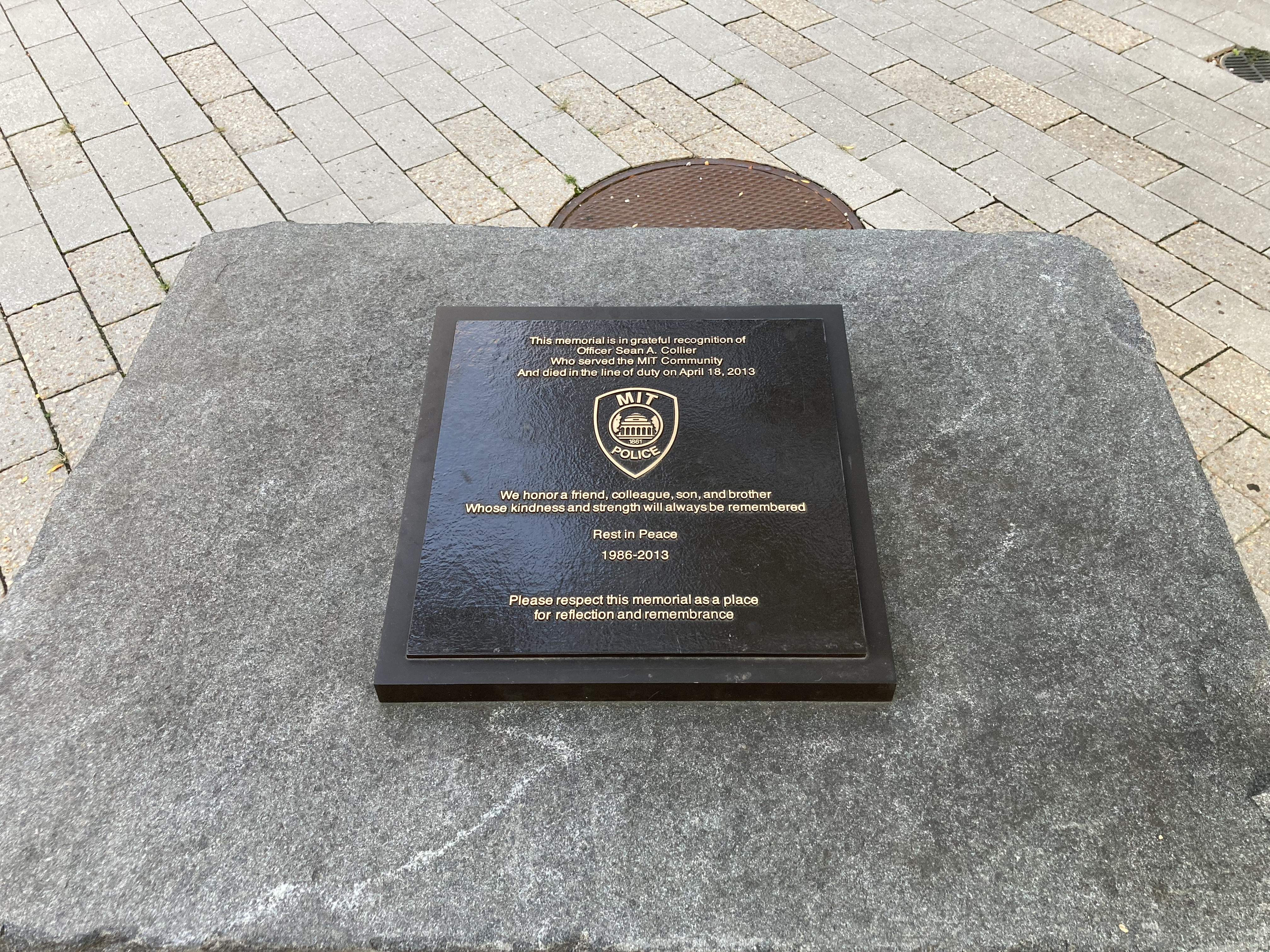
位於道路旁石塊上的另一個銘牌
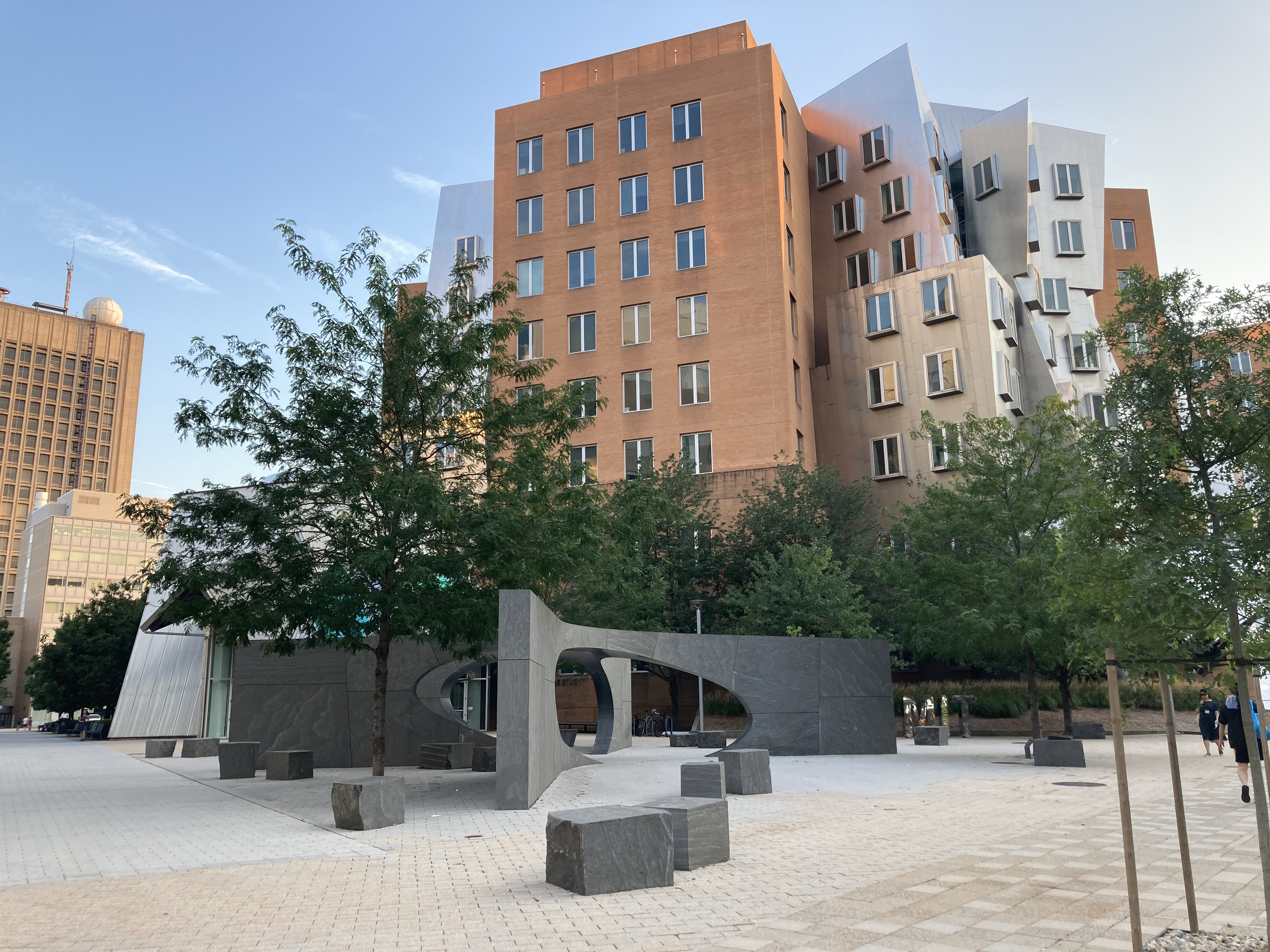
紀念碑與史塔特科技中心
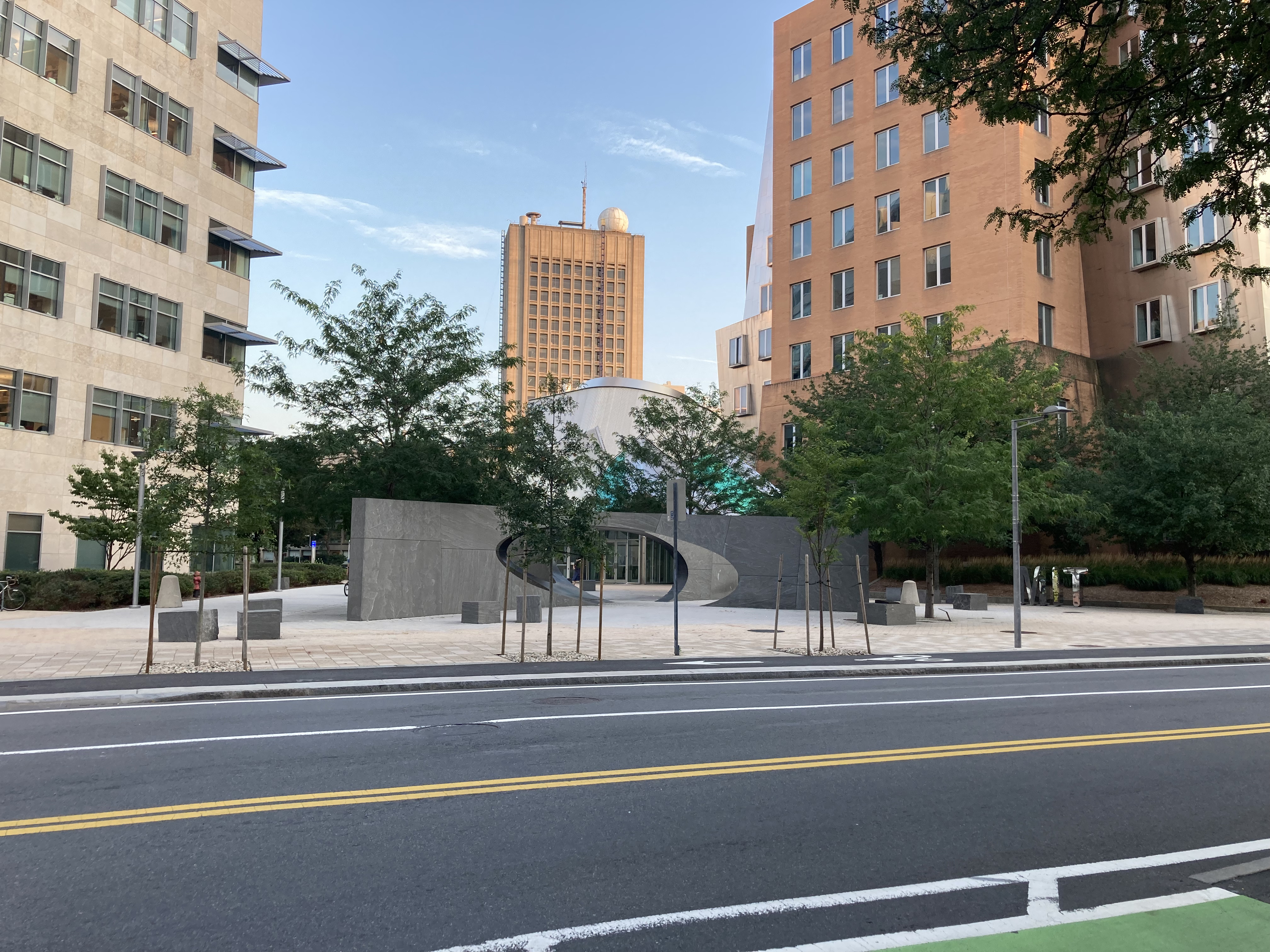
從道路的另一側觀看紀念碑

## 外部連結
- Humphries, Courtney. . Architect: the journal of the American Institute of Architects. Hanley Wood Media. 2015-05-22  [2015-07-08]. （原始内容存档于2021-04-14） （英语）.